# Irodes gracilis
Irodes gracilis är en kräftdjursart som först beskrevs av Carl Bartholomäus Heller 1865.  Irodes gracilis ingår i släktet Irodes och familjen Taeniacanthidae. Inga underarter finns listade i Catalogue of Life.